# L'amore della vita (raccolta)
L'amore della vita (Love of Life & Others Stories) è raccolta di racconti in lingua inglese di Jack London, pubblicata per la prima volta nel 1907.

## Storia
Dalla prima raccolta di racconti, Il figlio del lupo, pubblicata nel 1900, Jack London pubblicò ogni anno una nuova raccolta di racconti. Cronologicamente, "L'amore della vita" è la settima raccolta di London, uscita in volume nel 1907 come raccolta di otto storie dello Yukon composte a loro volta fra il 1903 e il 1906 e pubblicate in precedenza su varie riviste statunitensi, soprattutto su McClure's Magazine e su Harper's Magazine. 

## Racconti
Si elencano gli otto racconti della raccolta L'amore della vita secondo l'ordine dell'edizione elettronica Landscape Books:. Fra parentesi, dopo il titolo originale in lingua inglese, è riportata la data di composizione
- L'amore della vita (Love of Life, agosto 1903)
- L'alloggio di un giorno (A Day's Lodging, marzo 1906)
- La maniera dell'uomo bianco (The White Man's Way, aprile 1905)
- La storia di Keesh (The Story of Keesh, gennaio 1904)
- L'imprevisto (The Unexpected, maggio 1905)
- Lupo Bruno (Brown Wolf, marzo 1906)
- La via dei soli (The Sun-Dog Trail, aprile 1905)
- Negore, il vigliacco (Negore, The Coward, ottobre 1903)

## Edizioni
- (EN) Love of Life & Others Stories, illustrazioni di Charles Livingston Bull, New York, Macmillan and Co, 1907.
- (FR) L'Amour de la vie, traduzione di Paul Wenz, illustrazioni di André Devambez et F. de Haenen, introduction de Firmin Roz, Paris, Nouvelle Revue Française, 1914.
- I cercatori d'oro : Racconti, traduzione di G. Delaudi, Milano, Monanni, 1928, SBN CUB0377015.
- L'amore della vita : novelle, traduzione di Lieta Viscardini, Modernissima Milano, 1929, SBN LIA0019703.
- L'amore della vita, traduzione di Maria Carlesimo Pasquali, Milano, Bietti Edit. Tip., 1931, SBN CUB0377115.
- L'amore della vita, traduzione di Mauro Rossi, illustrazioni di Bernard Heron e Marc Lagarde, Trieste, E. Elle, c1995, SBN RAV0251554.
- L'amore della vita, traduzione di Lieta Viscardini, (ebook), Landscape Books, 2015, ISBN 978-88-99403-01-0.

## Galleria d'immagini

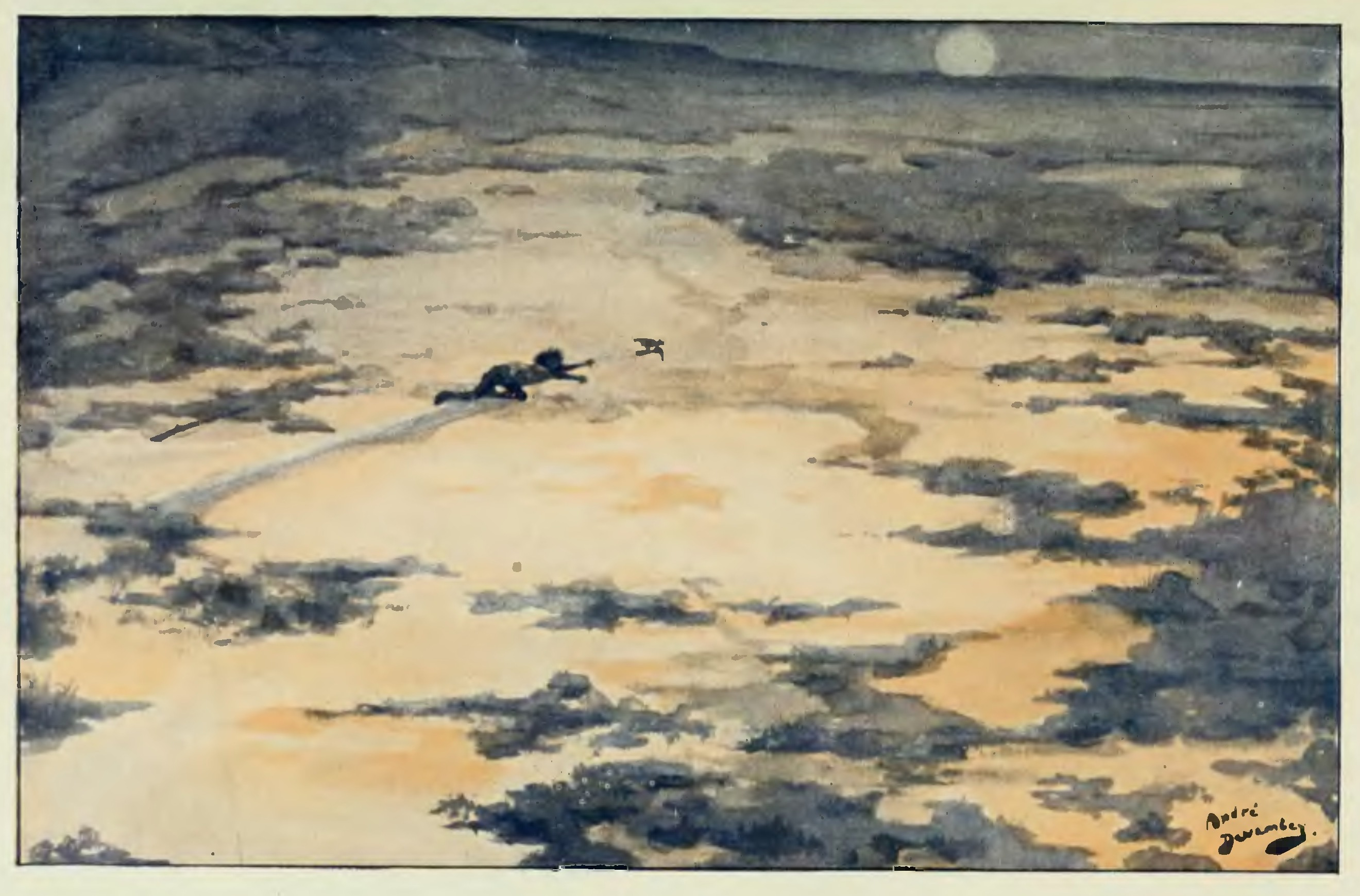
L'Amour de la vie, 1914, p. 9
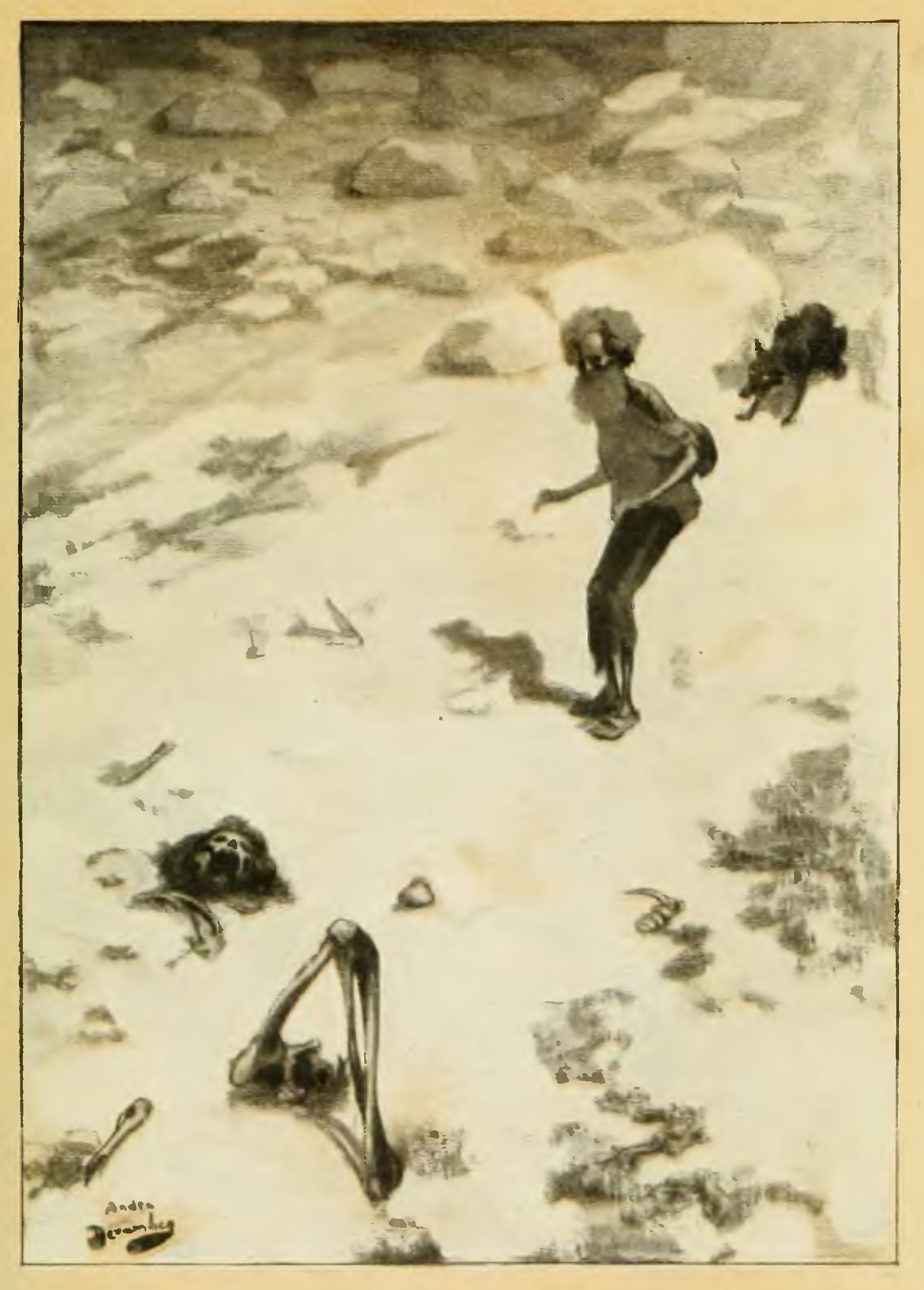
L'Amour de la vie, 1914, p. 19
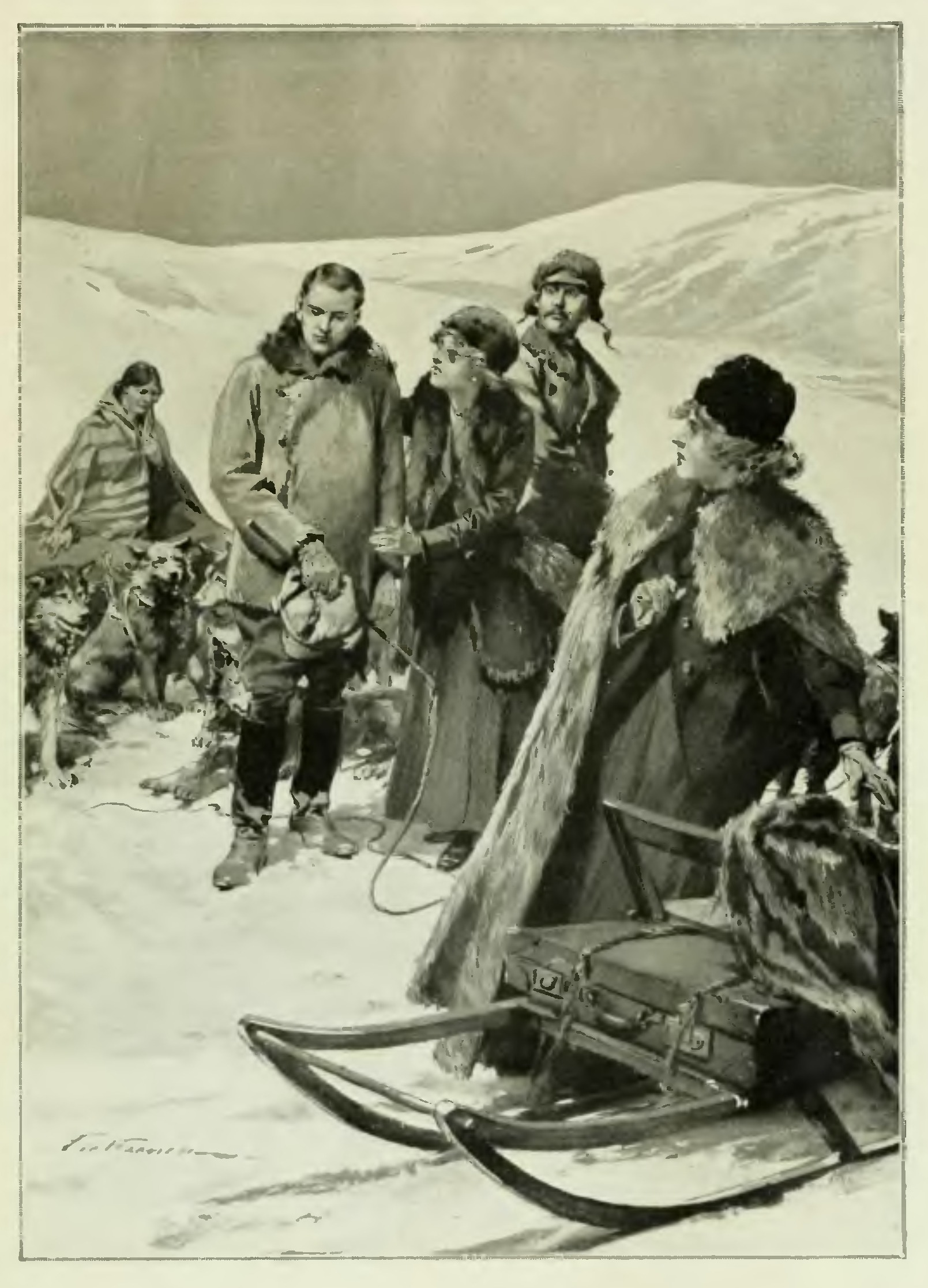
L'Amour de la vie, 1914, p. 29